# Adilson de Freitas Nascimento
Adilson de Freitas Nascimento, né le 3 décembre 1951, à São Paulo, au Brésil et décédé le 3 février 2009, à Campinas, au Brésil, est un ancien joueur brésilien de basket-ball. Il évolue durant sa carrière aux postes d'ailier fort et de pivot.

## Palmarès
- 3e du championnat du monde 1978
- Champion des Amériques 1984
- Vainqueur des Jeux panaméricains de 1971
- Finaliste des Jeux panaméricains de 1983
- 3e des Jeux panaméricains de 1975 et 1979